# Ойстришка Вас
Ойстришка Вас (словен. Ojstriška vas) — поселення в общині Табор, Савинський регіон, Словенія. 
Висота над рівнем моря: 313,8 м.